# Buonconsiglio
Hrad Buonconsiglio (italsky Castello del Buonconsiglio), původně biskupské sídlo, je dnes nejvýznamnější světská stavba v oblasti Tridentska v severní Itálii. Stojí na skalním výběžku v severovýchodní části starého města v Trentu, správním centru autonomní provincie Trento, která je součástí autonomního regionu Tridentsko-Horní Adiže (italsky Trentino-Alto Adige). Hrad byl do roku 1796 sídlem tridentského knížete-biskupa. V současnosti je tento památkově chráněný komplex sídlem umělecko-historického muzea (Museo Provinciale d‘Arte a Museo Storico), s prostorami pro příležitostné výstavy, památníkem italským iredentistům, muzejním obchodem a restaurantem.
Z hradního bergfritu je výhled na tridentské staré město, do údolí Adiže a na přilehlé hory.

## Dějiny hradu

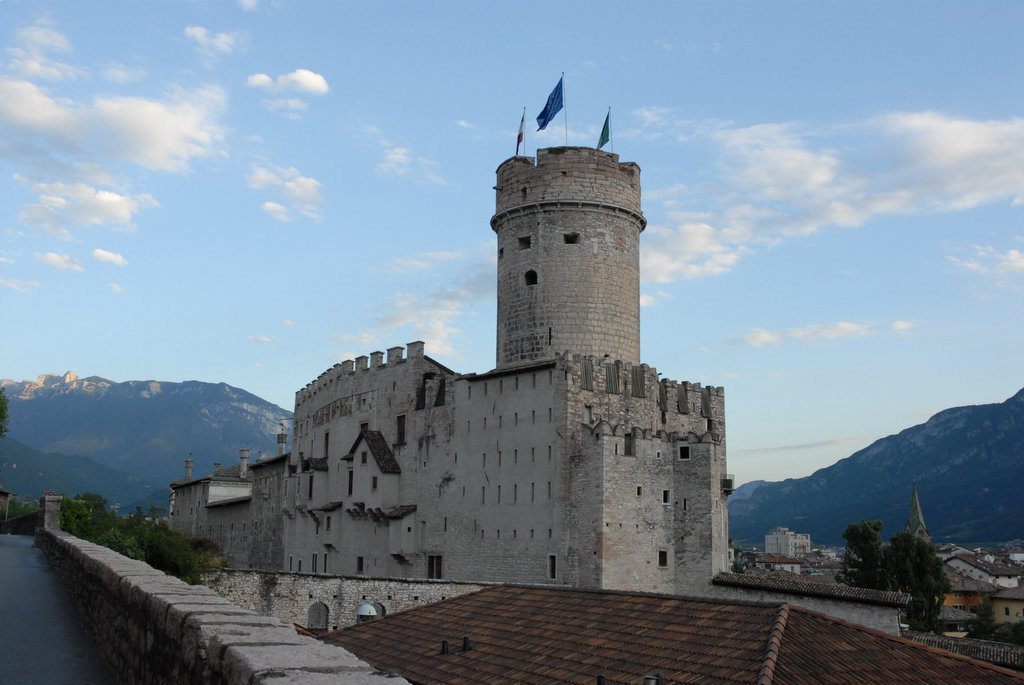
Castello del Buonconsiglio v Trentu, od roku 1803 kníže-biskupské sídlo

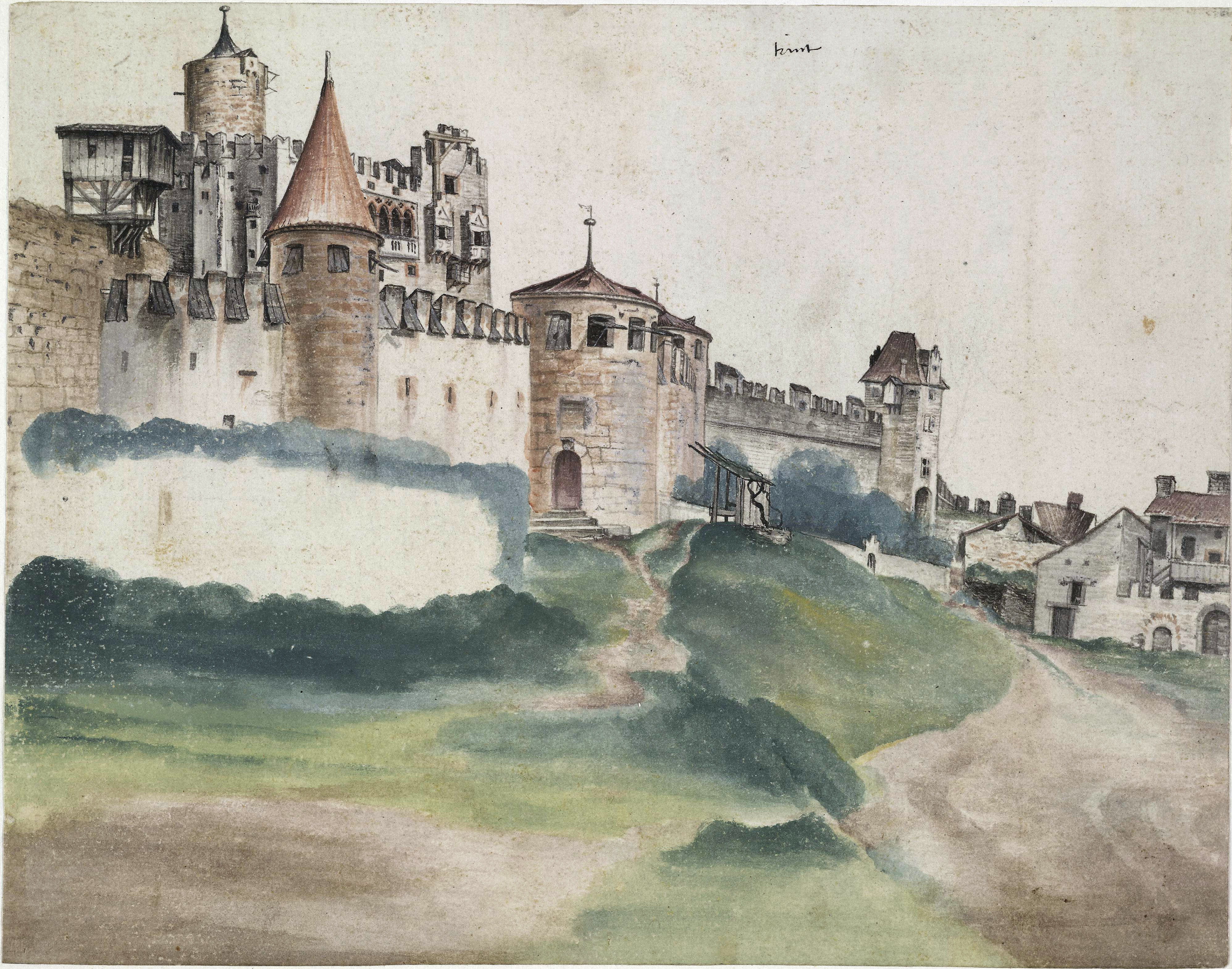
Albrecht Dürer: Hrad v Trentu (1495)

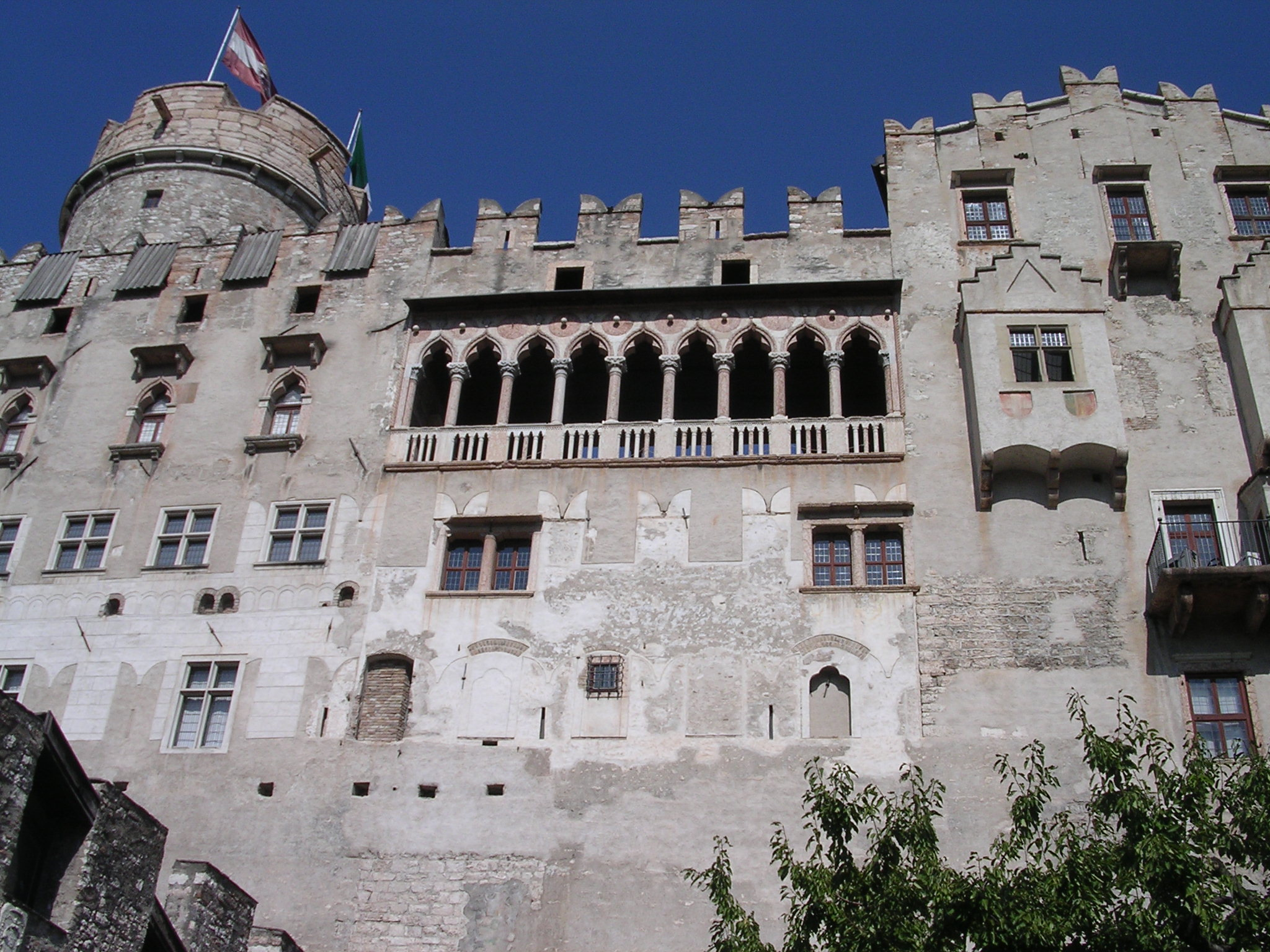
Z průčelí Castelvecchia je možné vyčíst jednotlivé fáze stavby. Obzvláště působivá je pozdněgotická lodžie v benátském stylu.

Hrad Buonconsiglio byl vystavěn v tzv. Německé čtvrti (Quartiere tedesco / Deutsches Viertel) na severovýchodě tridentského starého města na skalním výběžku. Kolem dodnes existujícího bergfritu zvaného Mastio nebo též Augustova věž stojí nejstarší části středověkého biskupského hradu, některé až z 12. století. Jižně a východně od věže vznikal od 13. Do 15. století Starý hrad (Castelvecchio), nejstarší domácí sídlo tridentských knížecích biskupů.
V roce 1407 došlo v Tridentu k povstání šlechticů a měšťanů proti knížeti-biskupovi původem z Mikulova, Jiřímu z Lichtenštejna (1390–1419). Nepokoje se rozšířily do okolí, kde docházelo k selským povstáním v celém Tridentsku. Tísně tridentského knížete-biskupa využil vévoda Fridrich IV. Habsburský (zv. S prázdnou kapsou), který s vojskem vpochodoval do města a biskupa Jiřího z Trenta vyhnal. Po těchto událostech sloužil hrad Buonconsiglio od doby knížete-biskupa Alexandra Mazovského (1424–1444) nejen jako obranné zařízení pro město Trento, ale také jako pevnost proti městu.
Po staletí byly Trento a Castello del Bunoconsiglio významnou zastávkou cestujících z německých zemí do Itálie nebo naopak Italů směrem na sever. Albrecht Dürer při své první cestě do Itálie roku 1495 navštívil Trento a umělecky zachytil dobový vzhled hradu Buonconsiglio. Roku 1475, za panování knížete-biskupa Johannese Hinderbacha, byla dokončena kaple hradu Castelvecchio s freskami. V roce 1484 nechal také zřídit vodovod z pramenů z nedalekých hor do arkádového nádvoří Castelvecchia k zásobení rezidence.
V únoru 1508 se zde zastavil císař Maxmilián I., když v chrámu sv. Vigila v Trentu přijímal císařskou hodnost.
Sokolí věž na východě stavby nechal zřízdit již kolem roku 1390 a před rokem 1560 její interiéry vyzdobil bohatými freskami s loveckou tematikou pravděpodobně Hans Bocksberger starší nebo Bartlmä Dill Riemenschneider.
Kníže-biskup a kardinál Bernard z Cles (1485–1539) nechal hrad v rámci příprav na tridentský koncil významně rozšířit. V této době vzniklo Magno Palazzo zvaný „renesanční palác“, který se rozkládá východně od Castelvecchia.
Sala Grande ve druhém podlaží odpovídá císařskému sálu mnoha kníže-biskupských rezidencí Svaté říše římské. Hradby byly směrem k městu posíleny o čtyři rondely, z nichž se do dneška zachovaly tři.
Mohutná stavba Giunta Albertiana byla zřízena za vlády knížete-biskupa Františka Alberta z Poly (1677–1689) od roku 1680 jako spoojení mezi oběma již exisujícími obytnými budovami Castelvecchio a Magno Palazzo. V 17. a 18. století byly vnitřní prostory z velké části nově vyzdobeny v barokním slohu.
V roce 1796 během první koaliční války obsadila francouzská vojska město Trento i hrad, který byl poté přeměněn na kasárna. Napoleon Bonaparte na hradě Buonconsiglio v roce 1796 strávil několik dní. Po roce 1803 byly město i s hradem součástí Habsburské říše resp. Rakouského císařství. Po následujících více než sto let někdejší kníže-biskupské sídlo sloužilo jako kasárna.
Někdejší kníže-biskupský hrad Buonconsiglio v Trentu byl v 19. století sídlem c. k. vrchního velení tridentské pevnosti do roku 1916 (1918), naposledy pod velením pevnostního velitele a generálmajora Franze Seraphina pána ze Steinhartu.
Cesare Battisti, Fabio Filzi a Damiano Chiesa byli jako zrádci italského iredentismu roku 1916 uvězněni v hradu Buonconsiglio a po vynesení rozsudku byli popraveni za velezradu v severních příkopech, kde je dodnes možno vidět jejich hroby. Místo jejich popravy je Italy nazýváno jako hroby mučedníků (Fossa dei Martiri).
Po první světové válce byly Castello i město Trento jako důsledek Saintgermainské smlouvy přičleněny k Italskému království. Od roku 1919 byl vlastníkem někdejší rezidence italský stát. V roce 1974 byl hrad předán Autonomní provincii Trento.

## Výzdoba paláce
Bernard z Cles nechal místnosti skvostně vyzdobit štukami a nástěnnými malbami mnohých významných umělců. Na stavbě se mj. podíleli Dosso Dossi, Girolamo Romanino nebo Marcello Fogolino. Celý vnitřek paláce je vyzdoben freskami s tématy politické moci Bernarda z Cles, a také jeho vztahy s rodem Habsburků, jeho zálibě ve vědách, historii a umění. Stále se opakujícím tématem je Unitas, Jednota, jejímž symbolem je malířsky vyzdobeno množství dveří. V letech 1530 až 1532 vznikla uměleckohistoricky významná “Loggia Romanino” s freskami a arkádami a předsazeným Lvím dvorem (Cortile dei Leoni).
Hrad Buonconsiglio je rovněž znám díky cyklu fresek dvanácti měsíců od téměř anonymního českého malíře, mistra Václava, z roku 1397, jež se nachází v Orlí věži hradu.

## Galerie

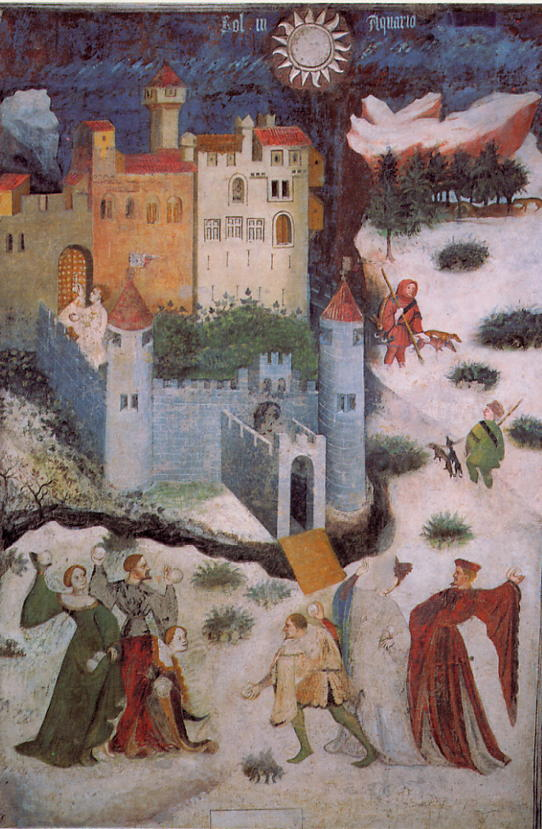
"Leden" z cyklu fresek Dvanáct měsíců v Orlí věži
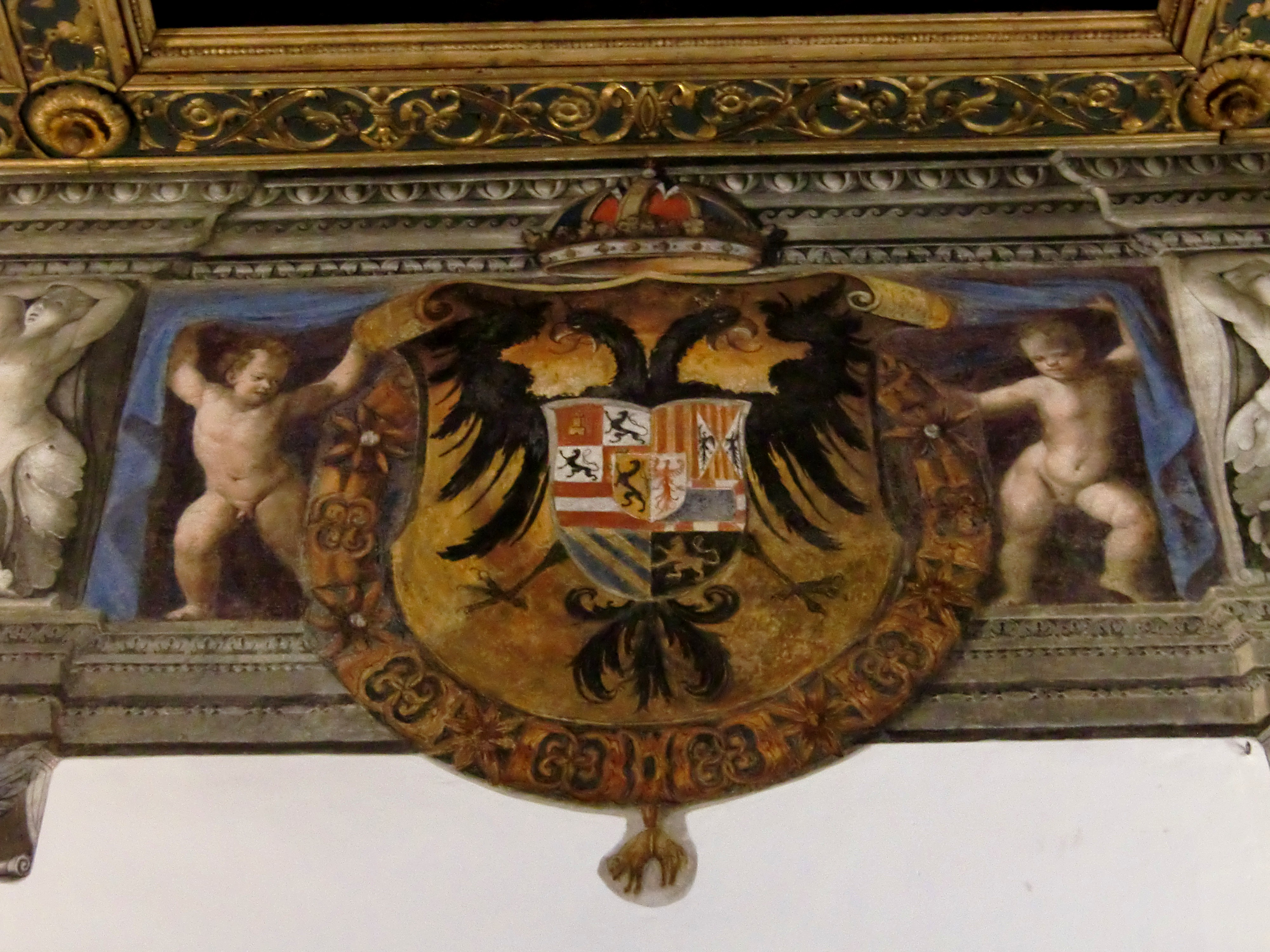
Erb Karla V. s řetězem Řádu zlatého rouna v Sala Grande od Dosso Dossiho, 1531
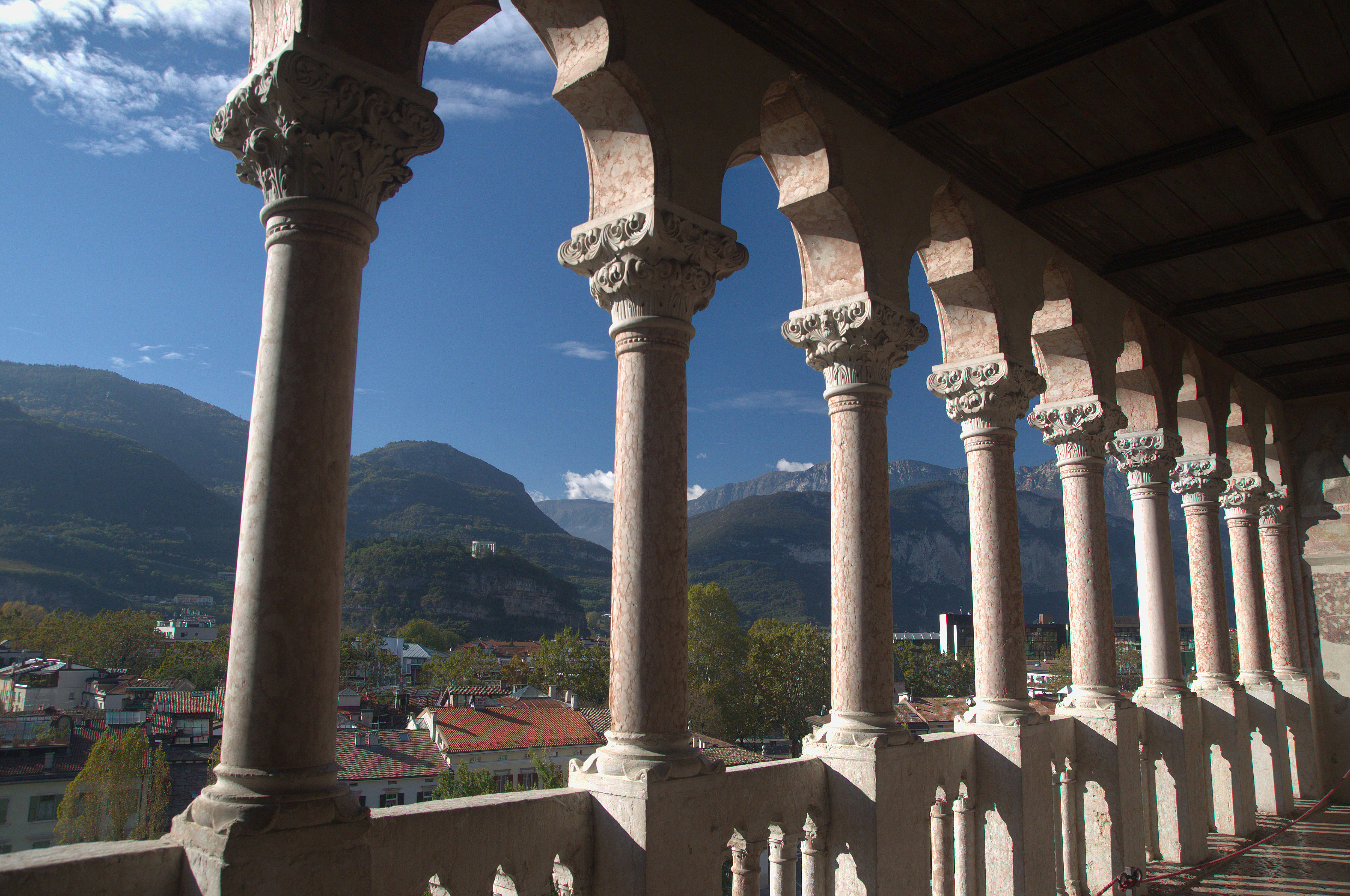
Loggia
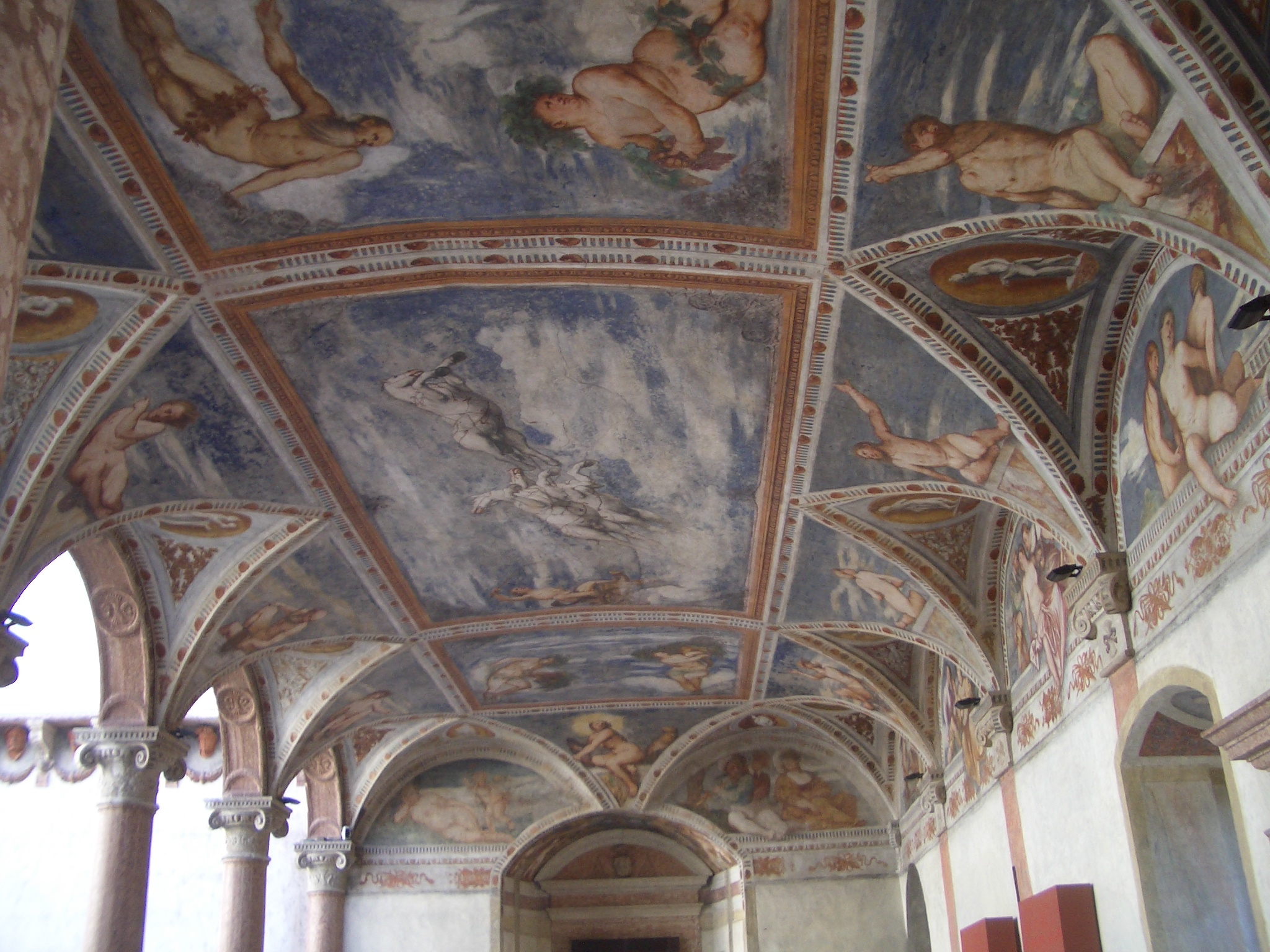
Faetónův pád, nástropní freska v „Loggia del Romanino”
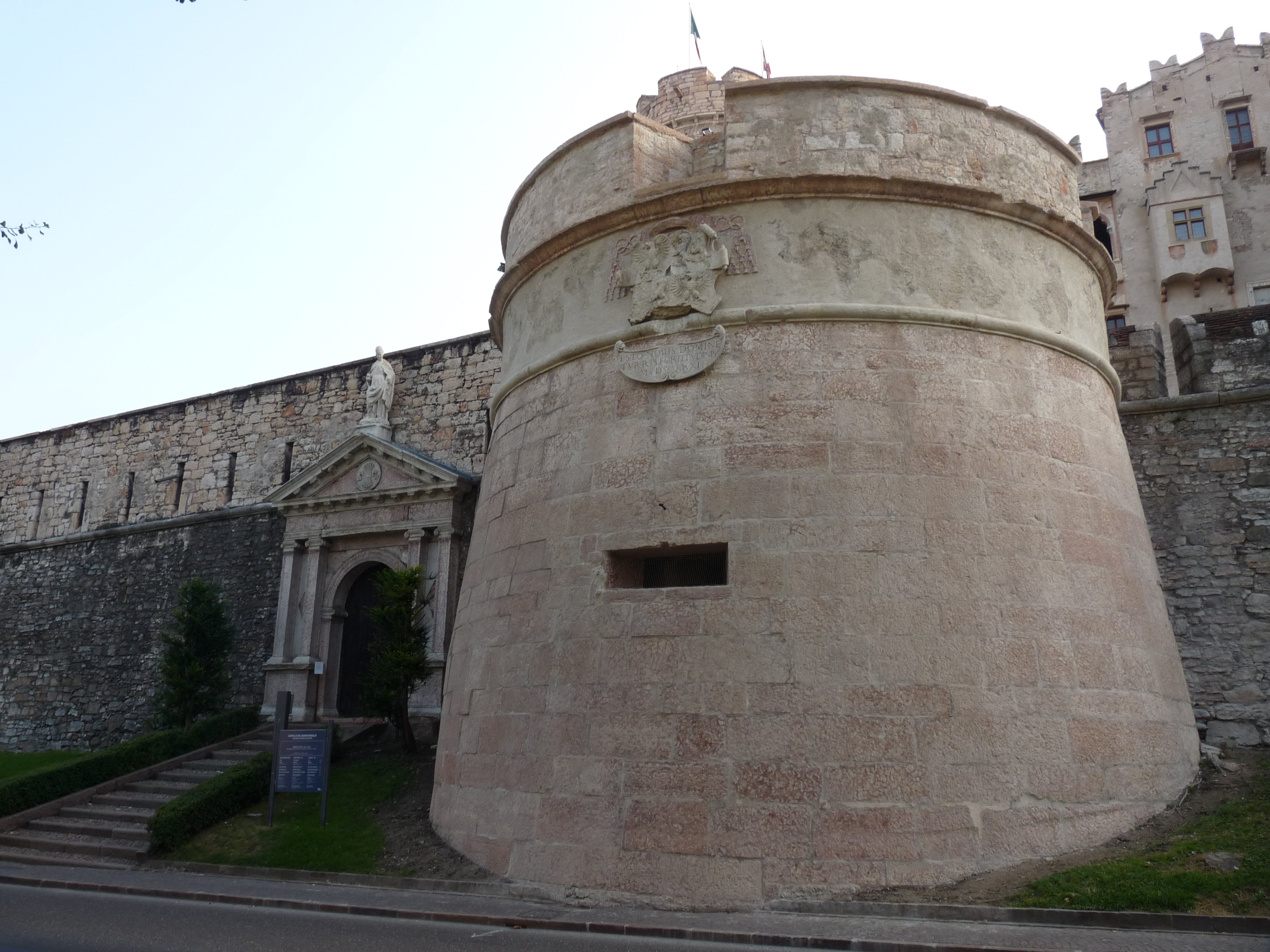
Rondel vedle Tor Porta San Vigilio
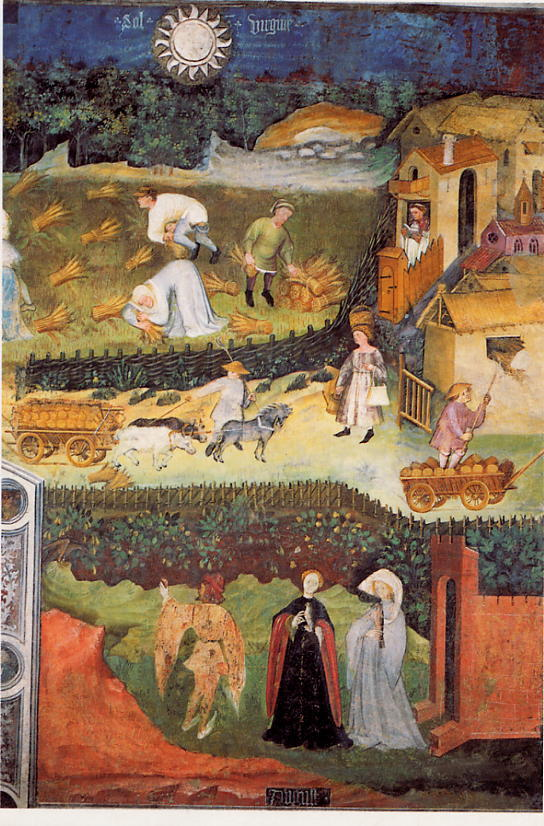
Cyklus Dvanáct měsíců: "Srpen"